# 維斯尼茨山
46°59′27″N 10°22′20″E / 46.990722°N 10.372135°E

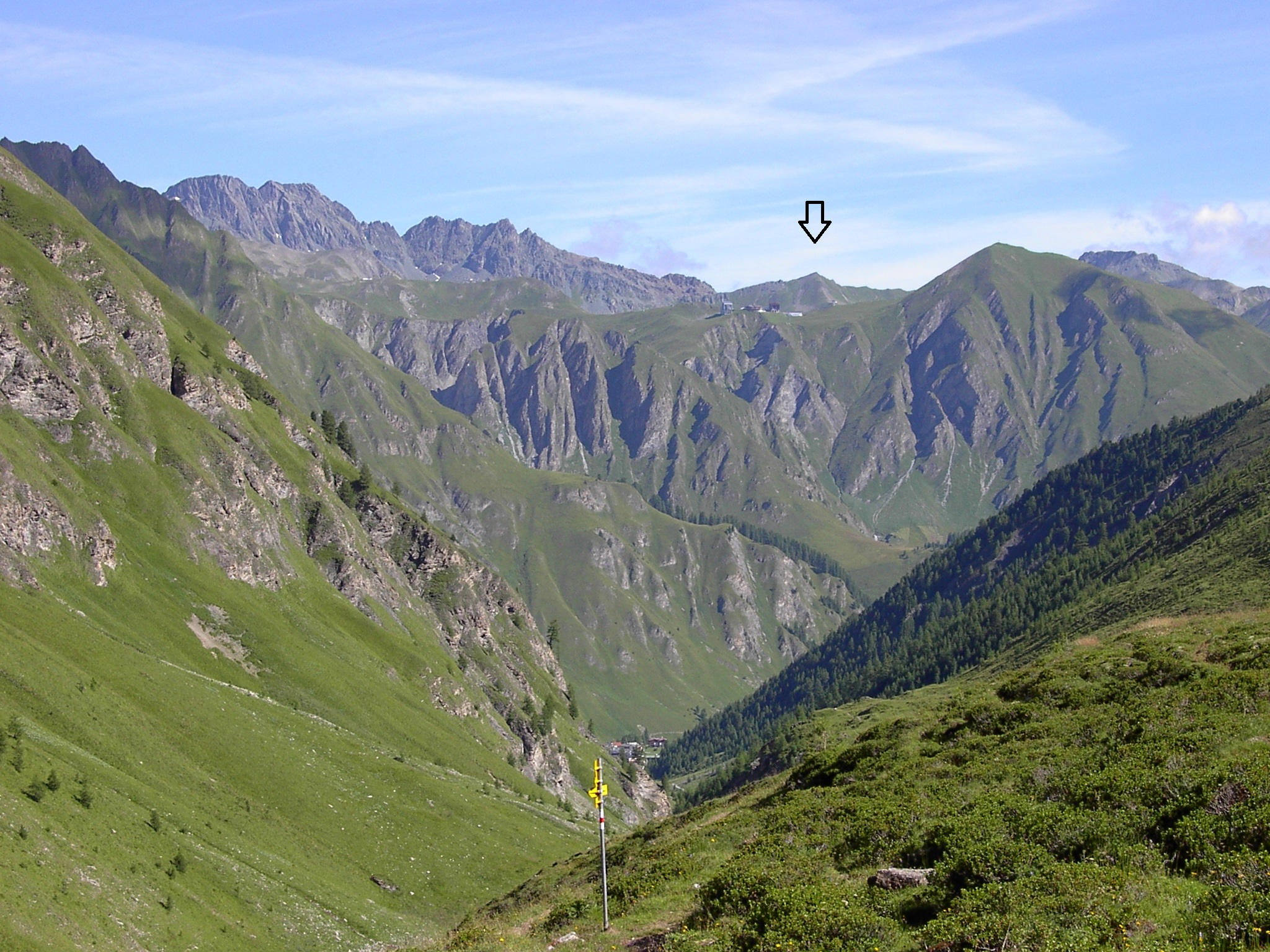

維斯尼茨山（Visnitzkopf），是瑞士的山峰，位於該國東南部，由格勞賓登州負責管轄，屬於薩姆瑙恩阿爾卑斯山脈的一部分，海拔高度2,744米，每年平均降雨量1,367毫米。